# León Cardenal Pujals
León Cardenal Pujals (Barcelona, 31 de enero de 1878 - Madrid, 14 de junio de 1960) fue un médico español, rector de la Universidad Complutense de Madrid.

## Biografía
Hijo del cirujano Salvador Cardenal Fernández, se licenció en Medicina por la Universidad de Barcelona en 1901 y se doctoró en la Universidad de Madrid en 1903. También hizo estudios en la Universidad de Berna. Trabajó en la Beneficencia de Madrid, en el Hospital de la Princesa. En 1913 obtuvo la cátedra de Patología quirúrgica de la Universidad Central de Madrid. En 1916 fue nombrado director del Hospital Clínico San Carlos. Fue doctor honoris causa por las Universidades de Heildelberg y Budapest.
Miembro de la Academia de Ciencias Médicas de Cataluña y Baleares, de la Sociedad Ginecológica, de la Asociación Española de Urología, de la Sociedad Española de Biología y desde 1923 académico de la Real Academia Nacional de Medicina. También fue presidente del comité científico del Primer Congreso Nacional de Medicina.
Discípulo de Santiago Ramón y Cajal, fue uno de los más cirujanos más destacados de la década de 1930 y participó en varios tratamientos de rejuvenecimiento y en trasplantes glandulares con Gregorio Marañón. Tradujo los tratados quirúrgicos de Paul Tillaux y William Williams Keen. De 1932 a 1934 fue rector de la Universidad Complutense de Madrid. Afiliado a Izquierda Republicana, pasó la Guerra Civil en Madrid y fue depurado al acabar la contienda. A pesar de que mantuvo la cátedra, fue inhabilitado para ocupar cargos públicos entre 1940 y 1945. En 1948 se jubiló.

## Obras
- Compendio de cirugía general (1915)
- Diccionario terminológico de ciencias médicas (1954)